# Милена Анева
Милена Анева е българска режисьорка. 

## Биография и творчество
Завършва специалност „Театрална режисура“ в НАТФИЗ „Кръстьо Сарафов“ през 2003 г. 
Преподавател по актьорско майсторство и театрална режисура в бакалавърските и магистърските програми на Югозападния университет „Неофит Рилски“.
ОБРАЗОВАНИЕ:
- 2010 г. – доктор по театрално изкуство, тема на дисертацията – „Възпитание на творческото въображение на студентите от І  курс специалност Актьорско майсторство”
- 2002г. -  НАТФИЗ „Кръстьо Сарафов” –  режисура в класа на проф. Иван Добчев
- 1997г. – 1998г. – СУ “Климент Охридски” – политология
- 1997г. – средно образование -  “Бизнес администрация” (стенография, машинопис, компютърна текстообработка)

ДОПЪЛНИТЕЛНИ КУРСОВЕ:
- 2000г. – НБУ – театър терапия за деца пострадали от насилие – курс.
- 2001г. -  НАТФИЗ – арт мениджмънт

## Режисура
- 1999 г. – „Владимир Маяковски“ – по Владимир Маяковски; гр. София
- 2000 г. – „Животът на Галилео Галилей“ – по Бертолт Брехт; гр. София
- 2000 г. – „Процесът“ – по Франц Кафка; гр. София
- 2001 г. – „Персийски люляк“ – от Николай Коляда; гр. Ловеч
- 2003 г. – „Пресичащи се успоредици“ – от Хуан Мануел Санчес; гр. София
- 2004 г. – „Изобретателната влюбена“ – по Лопе де Вега; гр. Благоевград
- 2005 г. – „Трите лели“ по Маргарит Минков; гр. Ловеч
- 2006 г. – „Кой забърква сънищата“ от Красимира Методиева; гр. Благоевград
- 2006 г. – „Звезди на утринното небе“ по Александър Галин; гр. Благоевград
- 2007 г. – „Когато гръм удари“ по П. К. Яворов; гр. София
- 2007 г. – „Ромео и Жулиета“ по У. Шекспир; гр. Благоевград
- 2010 г. – „Рожденият ден на Руперт“; авторски спектакъл; гр. Благоевград
- 2011 г. – „Чехов – ревю“; по А. П. Чехов; гр. Благоевград
- 2011 г. – „Няма нищо по-комично от нещастието“; по А. П. Чехов; гр. Благоевград
- 2012 г. „Подземни чайки“; от Алфонсо Вайехо; гр. София
- 2013 г. „Двадесет минути с ангел“; от Ал. Вампилов; гр. Видин
- 2014 г. „Вдовиците“ по Славомир Мрожек; гр. Благоевград
- 2014 г. „Олд Сейбрук“; по Уди Алън; гр. Благоевград
- 2014 г. „Слугините“; по Жан Жюне; гр. Благоевград
- 2014 г. „Силното чувство“; по Илф и Петров; гр. Благоевград
- 2014 г. „Едноактни“; гр. Благоевград
- 2015 г. „Кастинг“; по Ал. Галин; гр. Благоевград
- 2016 г. „The burning gadulka“; от Р. Байчев; гр. Лондон

## Роли
- Стойна в „Железният светилник“ по Д. Талев
- Цветанка в „Преспанските камбани“ по Д. Талев